# Еріх Блох
Еріх Блох (англ. Erich Bloch; 9 січня 1925, Зульцбург — 25 листопада 2016, Вашингтон) — американський інженер в галузі електроніки.

## Біографія
Народився 9 січня 1925 року в Зульцбурзі (Німеччина). Закінчив Федеральний політехнічний інститут в Цюриху за фахом електротехніка. Диплом бакалавра з цієї ж спеціальності він отримав вже в Університеті в Буффало в 1952 році. З 1952 по 1955 Блох продовжував навчання в Університеті міста Сіркузи. У 1952 він почав працювати в корпорації IBM. В кінці 50-х — початку 60-х він брав участь як менеджер-розробника у створенні суперкомп'ютера STRETCH. У 1962 році очолив роботи по програмі Solid Logic Technology, в рамках якої створювалася вся мікроелектроніка для комп'ютерів System/360. Потім Блох зайняв пост віце-президента підрозділу Data Systems Division і генерального менеджера виробництва East Fishkill, на якому вироблялися напівпровідникові компоненти, що використовуються в родинах продуктів IBM. У 1981 році Блох став корпоративним віце-президентом по роботі з технічним персоналом. З 1981 по 1984 роки він займав пост голови групи Semiconductor Research Cooperative, що об'єднувала провідні комп'ютерні й електронні фірми, що фінансують університети, провідні передові дослідження. З 1984 по 1990 рік Блох був директором Національного наукового фонду США.
1984 року Блох обраний іноземним членом Шведської Королівської Академії Інженерних наук.
2002 року нагороджений відзнакою Ванневара Буша.